# Jef De Pauw (1888)
Josephus Petrus Gommarus ('Jef') De Pauw (Sint-Niklaas, 2 mei 1888 – Temse, 14 september 1930) was een Belgisch kunstschilder.
Hij was de vader van kunstschilder Gabriël (Gaby) De Pauw.
Hij mag niet verward worden met zijn naamgenoot, de Brusselse kunstschilder Jef De Pauw (1894-1947). Zowel op internetsites als bij veilinghuizen worden werken (en zelfs delen van de biografie) vaak verkeerdelijk aan elkaar toegeschreven, hoewel de signaturen verschillend en vrij duidelijk zijn.

## Stijl
Aanvankelijk expressionistisch, evolueerde hij naar een neo-impressionistische en luministische stijl.
Hij was een colorist die vooral de kleuren groen, wit, roze, purper en violet gebruikte, meestal in opvallend zachte tinten, die kenmerkend zijn voor zijn stijl.  
Hij was een creatief schilder, die graag in open lucht schilderde. Zijn werken zijn realistisch, maar soms met een poëtische intimistische inslag. Hij heeft een zeer spontane stijl, in één keer geschilderd, met een virtuoze techniek om direct een stevige compositie op te bouwen.
Ondanks het feit dat hij in contact stond met schilders zoals Rik Wouters, is Jef De Pauw zijn ganse leven lang zijn eigen stijl trouw gebleven. Serge Goyens de Heusch noemt zijn stijl "luministisch impressionisme met felgekleurde toetsen".

## Oeuvre
Hij was een zeer productief schilder, ondanks zijn vroegtijdig overlijden. In het boek "Jef De Pauw – leven en werk" worden 285 schilderijen vermeld.
Zijn voornaamste werkterrein was het Waasland, met als kernpunt Temse-Velle. Hij is vooral bekend voor zijn winterlandschappen, maar het is "a man for all seasons". Hij schilderde immers ook zonnige zomerlandschappen, heidegezichten, stillevens, portretten, enkele zelfportretten en zeezichten aan de Belgische kust (Bredene en Knokke). In Frankrijk vormden Rozières (departement l'Oise op 50 km van Parijs) en omgeving een dankbaar werkterrein, met landschappen, het kasteel en dorpsgezichten. Het kleurpalet verschilde duidelijk met zijn werken in het Waasland. Ook verschillende andere plaatsen in Frankrijk, zowel in het noorden als in het zuiden (Provence, Côte d'Azur) kwamen aan bod. In Londen schilderde hij  het werk "Tower Bridge". 

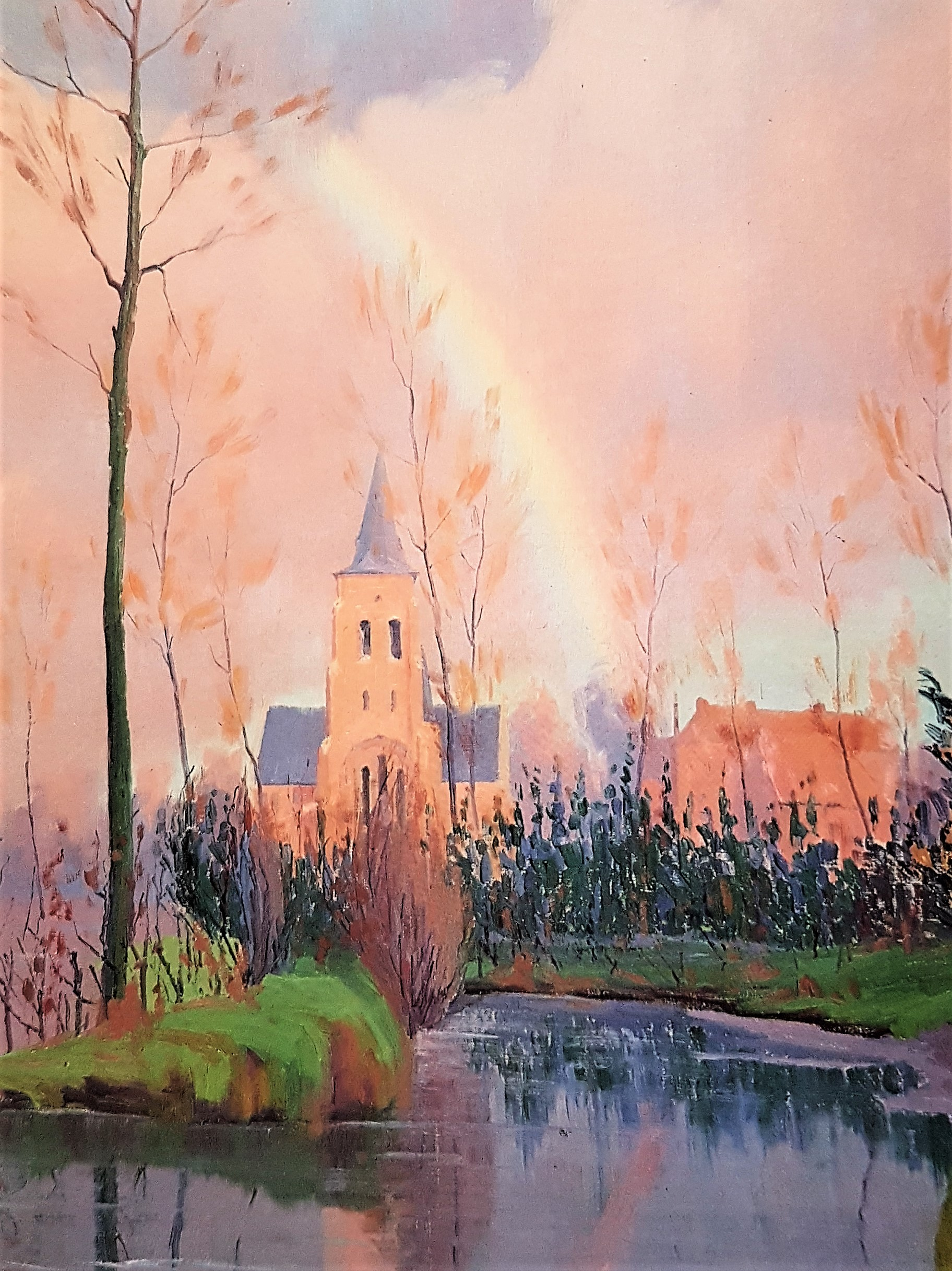
Velle (Temse): landschap en kerk
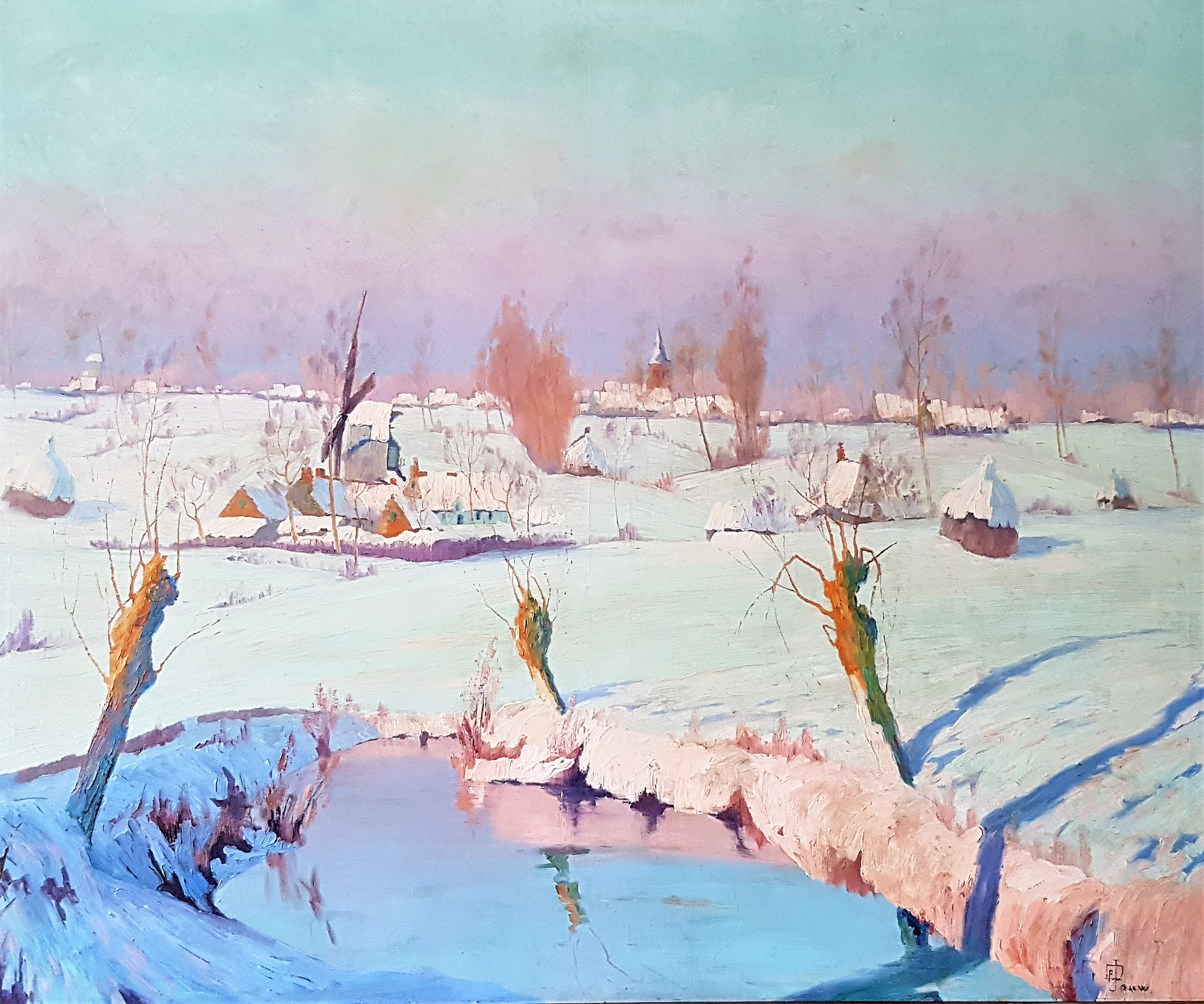
Kerk van Velle (privé-collectie)
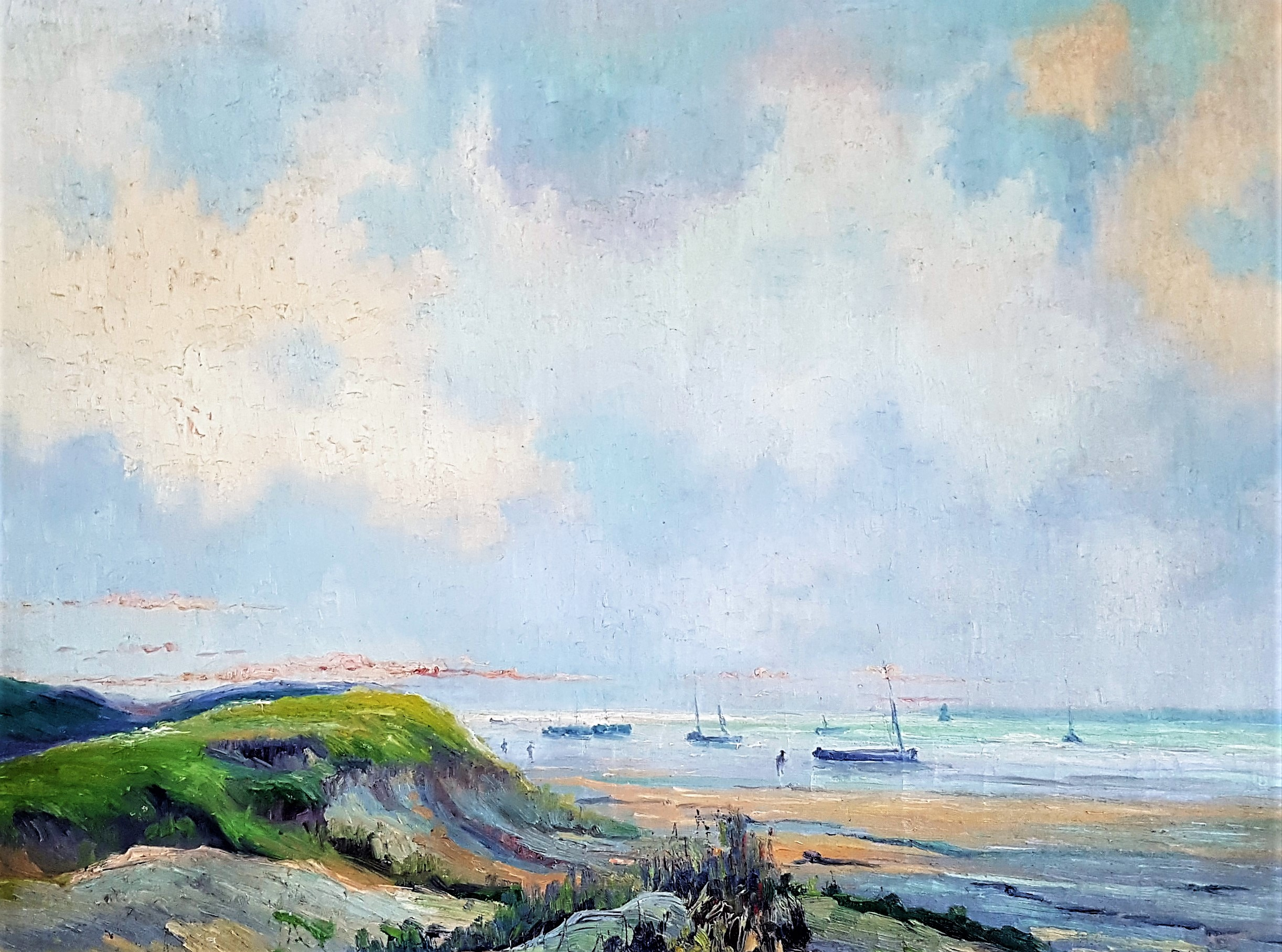
Zeezicht aan de Normandische kust

## Persoonlijkheid
Hij was een levensgenieter die leefde voor de natuur en de kunst. Hij ging optimistisch, zorgeloos en zonder complexen, door het leven. Hij was een extravert, een "vinnigaard" en een spotvogel, maar tegelijk bewust van het belang van goede connecties. Hij kon met iedereen overweg, rijk of arm. Hij was erg gesteld op zijn persoonlijke vrijheid, zowel op artistiek als maatschappelijk vlak.
Jef De Pauw was klein van gestalte (1,56 m). Hij had een lange baard en droeg meestal een hoed. In zijn jonge jaren was hij een Bohemien-figuur, maar later zou hij zich op een artistieke manier verfijnd gaan kleden, met kapmantel en strikje en werd hij een man van aanzien.

## Biografie

### 1888-1915
Jef De Pauw was de oudste van vijf kinderen van het gezin Guilelmus (Guillaume) De Pauw en Leonie Van de Cauter. De vader was een welstellende hoedenmaker in het centrum van Sint-Niklaas.
Zijn artistieke talent was reeds op jonge leeftijd merkbaar en werd door zijn ouders aangemoedigd. Na zijn studies aan de Broederschool en het Sint-Jozefsinstuut van Sint-Niklaas volgde hij van 1905 tot 1907 lessen aan de Stedelijke Academie voor Schone Kunsten in Sint-Niklaas als leerling van Auguste De Wilde.
In de periode 1908 tot 1910 ging hij alleen wonen, ongebruikelijk in die tijd, weg van de stad naar het platteland ("terug naar de natuur"), achtereenvolgens in Weert (Bornem) en in Beveren. Hij werkte als zelfstandig kunstschilder, maar kon op de financiële steun van zijn ouders blijven rekenen.
In Beveren maakte hij kennis met andere jonge kunstenaars, zoals de schilder-violist René Vander Borght., componist Raoul Steppe, schilder Piet Staut, beeldhouwer Theophiel Goossens en de schrijvers Justyn Verhaert en Maurits Neels. Zij richtten in 1908 de kunstkring "Kunstkring van Waas - Nederig Streven" op. Deze kunstkring hield slechts één jaar stand, met twee tentoonstellingen in "Het Kruis" op de Grote Markt in Sint-Niklaas, waarvan Jef De Pauw enkel op de eerste exposeerde. Maurits Neels zou er een roman "De kunstkring van Waes" over schrijven, een grappig boek waarin de romanfiguur "De Blauw" op Jef De Pauw geïnspireerd was.
In 1910 ging hij terug bij zijn ouders wonen die ondertussen een nieuwe winkel hadden op de Houtbriel. Hij kreeg daar zijn atelier en een expositieruimte.
Hij was echter niet tevreden over zijn artistieke prestaties en ging van 1910 tot 1912 terug les volgen, dit keer als vrije leerling aan de academie van Mechelen (1910-1912) onder leiding van Jan-Willem Rosier, die een grote waardering voor hem had. Hij nam er deel aan twee tentoonstellingen en leerde er de beeldhouwer Joseph-Gérard Van Goolen kennen.
In 1911 stuurde de De Pauw een werk "Begijnhof in Mechelen" in voor het Hersftsalon van "L'Union Internationale des Beaux-Arts et des Lettres" in Parijs. Het doel van deze organisatie was nieuwe talenten de mogelijkheid geven om met hun werk op de voorgrond te treden. Daarvoor mochten kandidaten een schilderij per post opsturen.     
In 1912 ging hij in Temse-Velle wonen, eerst in de hoeve "De Hese" waarvan hij veel werken heeft gemaakt, daarna in de Heistraat. Hij ontmoette er Elodie Weyn met wie hij later zou trouwen.
Hij verbleef ook regelmatig in de streek van Brussel, onder andere in Linkebeek. Via zijn Brusselse contacten kon hij in 1913 zijn eerste tentoonstelling buiten de streek houden, in de "Studio", Rue des Petites Carmes, in Brussel, samen met Joseph-Gérard van Goolen.
In 1913 maakte hij een studiereis naar Parijs, waar hij kennis maakte met het werk van Claude Monet, dat hem de liefde voor het impressionisme bijbrengt en dat hem inspireert voor zijn toekomstige stijl. Hij heeft Claude Monet nooit persoonlijk ontmoet.

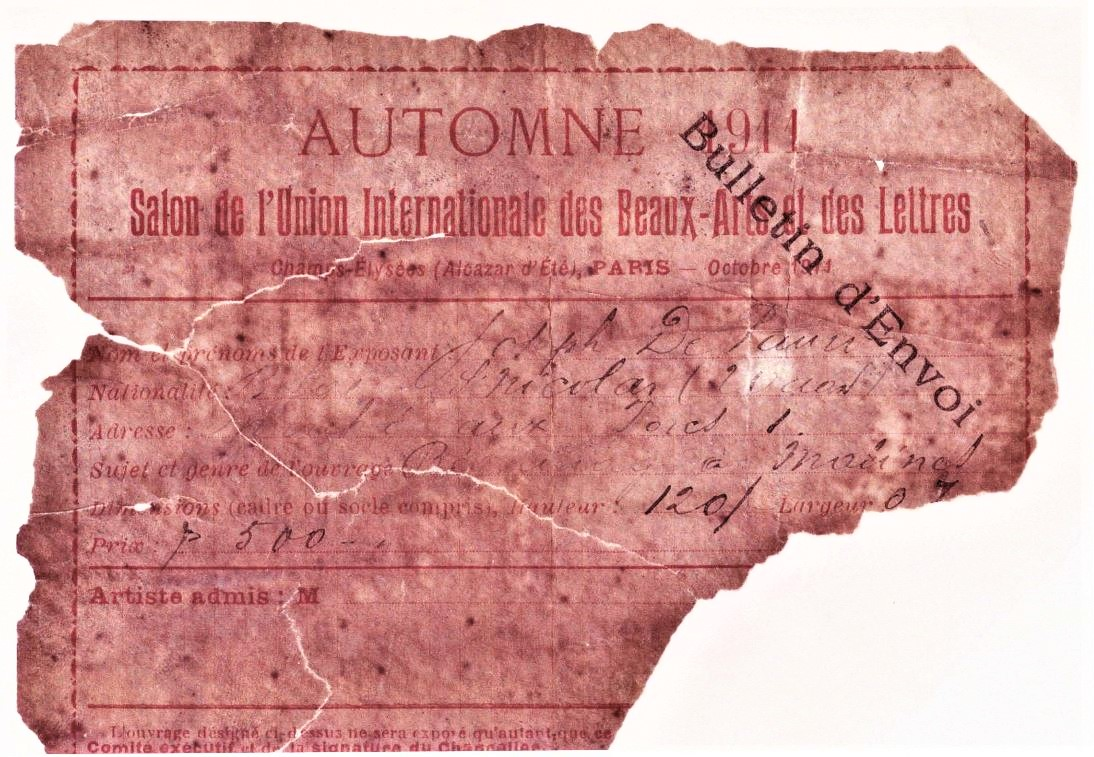
Jef De Pauw (1888) Verzendingsborderel Salon d'Automne 1911 (bron : Frank Moreels, restaurateur, 2022)
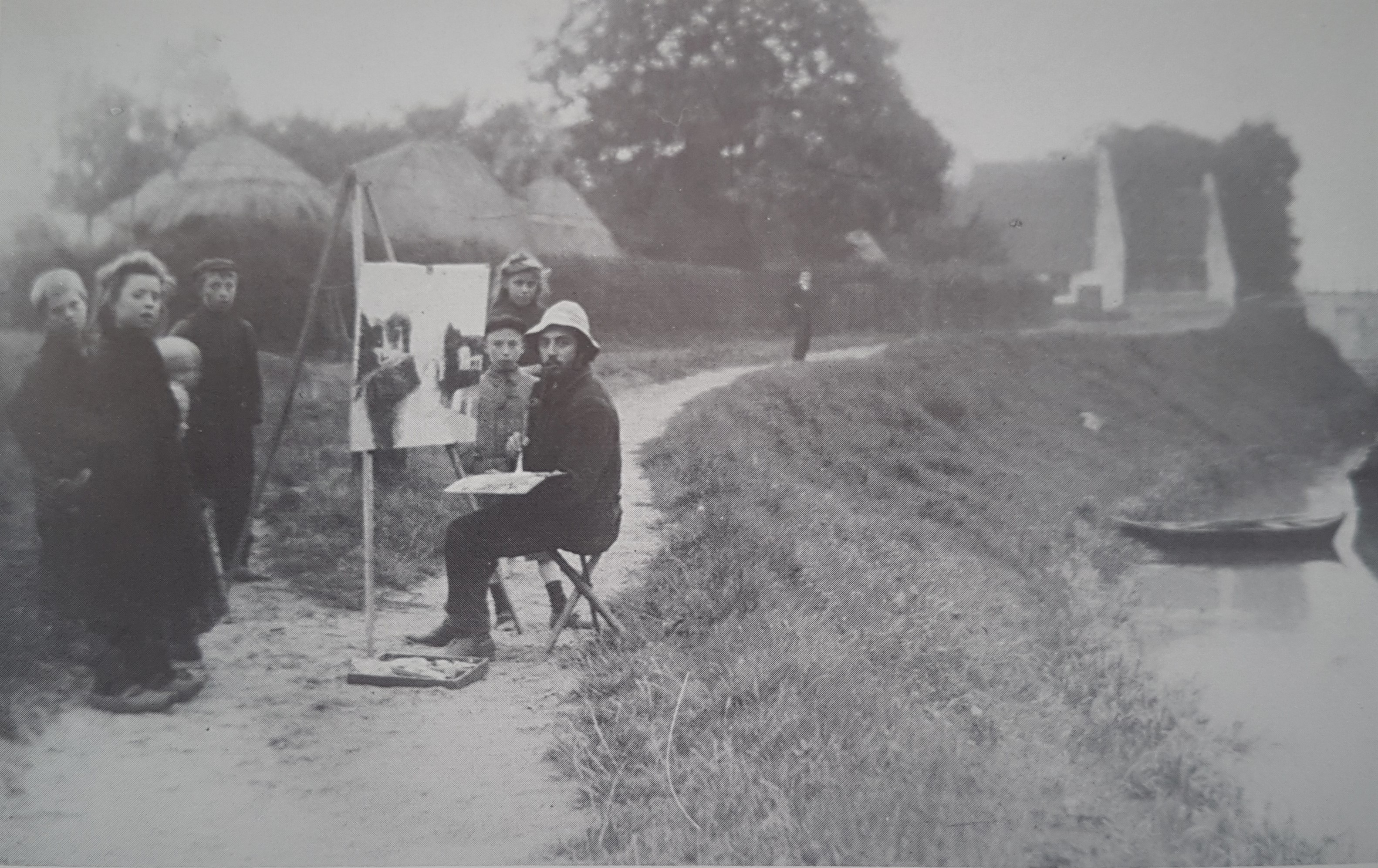
Jef De Pauw aan het werk aan de Moervaart in Wachtebeke (1910)
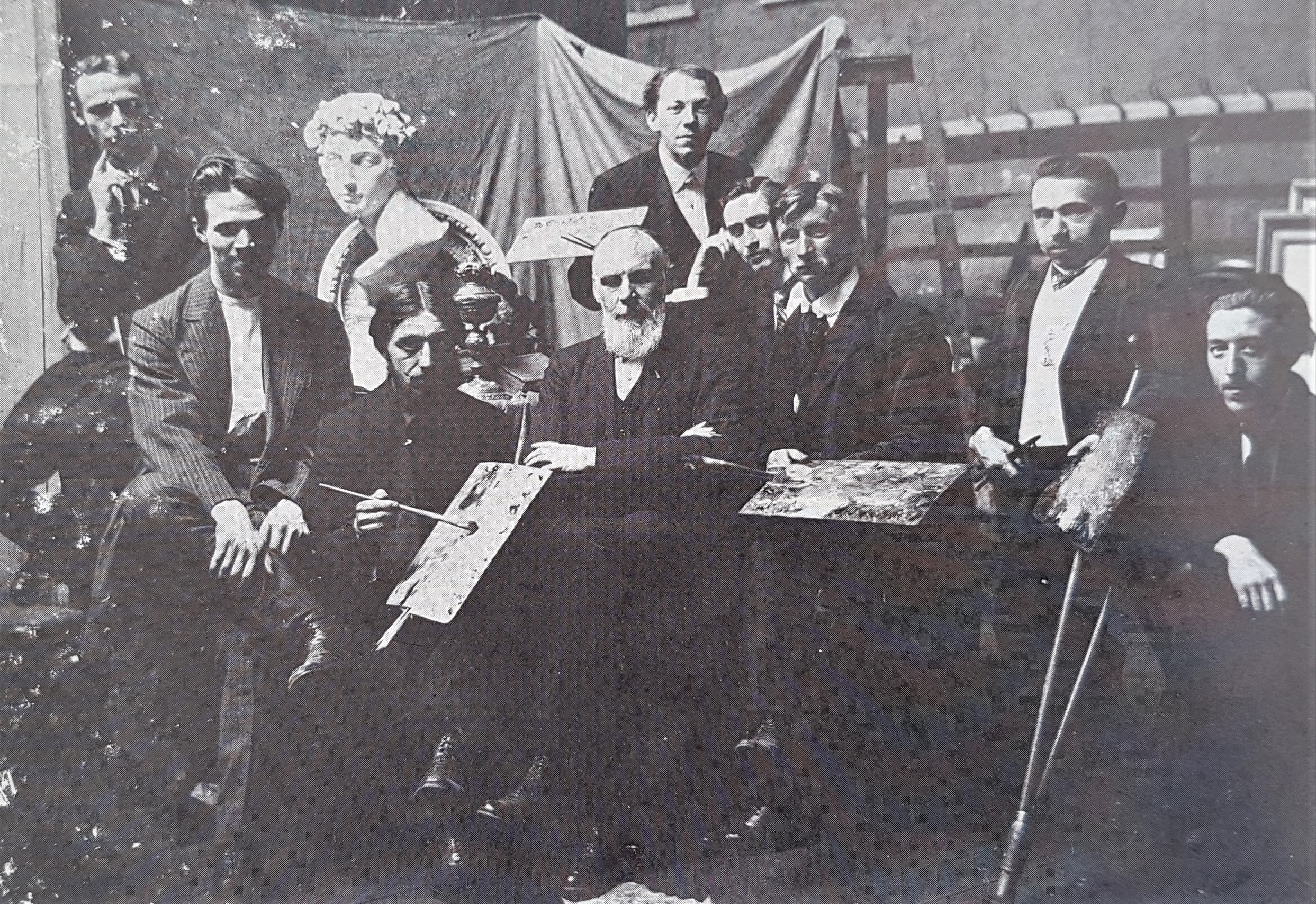
Jef De Pauw 1888 (derde van links) en Joseph-Gérard Van Goolen (eerste van links) met de klas van Jan Willem Rosier (midden) in 1911
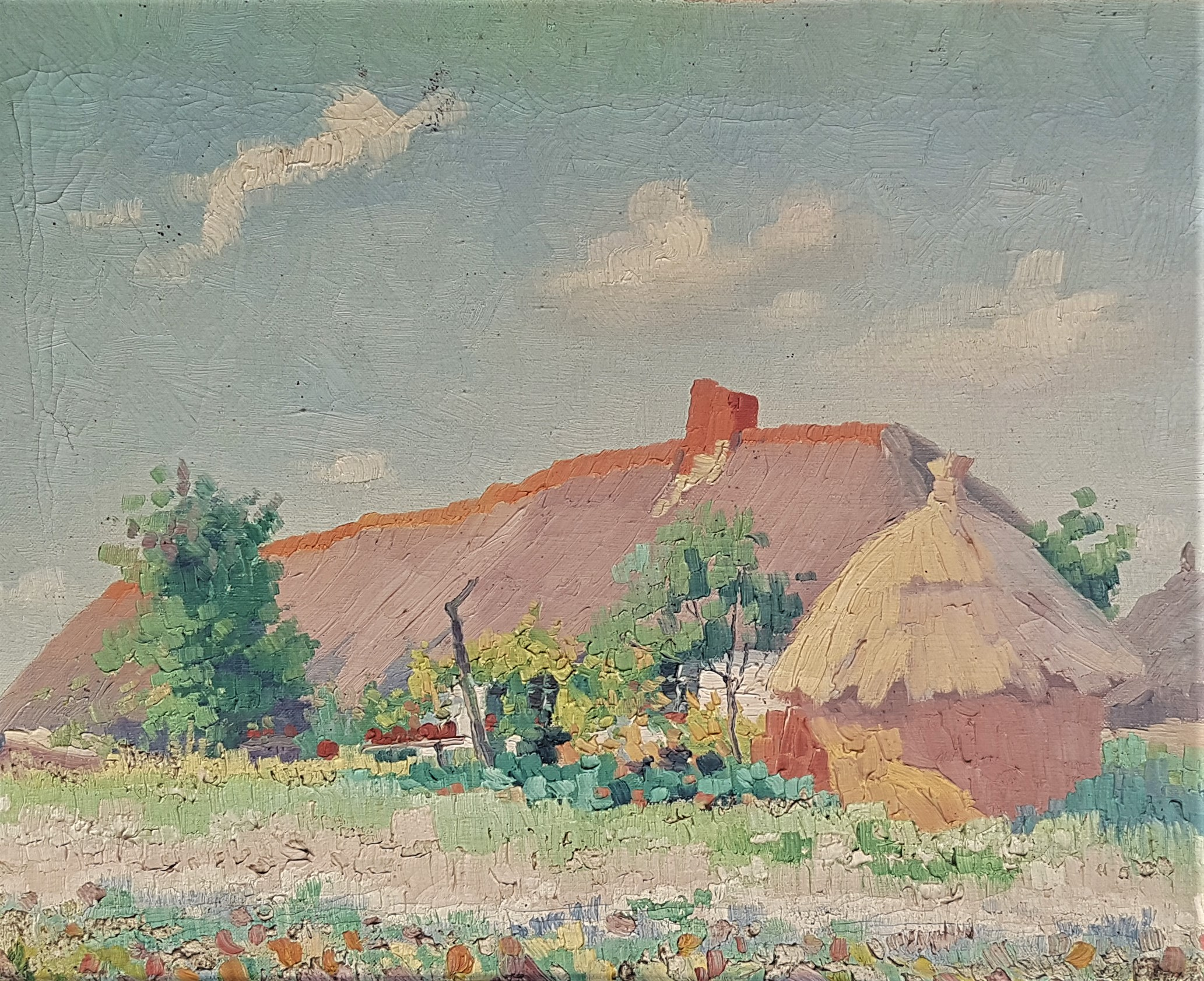
Jef De Pauw (1888) Hoeve "Den Heese" in Velle

### 1916-1930

#### Huwelijk
In 1916 trouwde hij met Elodie Weyn. Zij gingen in het ouderlijk huis van Elodie wonen, midden in de natuur, op de heide in Temse-Velle. Zij kregen vier kinderen. Hier voelde hij zich in zijn sas als kunstenaar en begon hij de luministische landschappen te maken waarvan hij bekend zou worden, in zijn atelier maar vooral op het veld.
Na de oorlog kwam de faam van Jef De Pauw in een stroomversnelling, ook buiten de grenzen van het Waasland.
Hij inspireerde en gaf les aan verschillende kunstenaars uit Antwerpen en het Waasland en werd in Temse-Velle een man van aanzien.
In 1921 werd in Sint-Niklaas de Koninklijke Wase Kunstkring opgericht. Jef De Pauw werd onmiddellijk als kunstschilder-exposant opgenomen. In dit kader zou hij jaarlijks, zowel in groep als individueel, exposeren.
Hij kende veel succes en zijn werken gingen weg tegen hoge prijzen. Eind 1924 werd hij omwille van zijn verdienste en betekenis als kunstschilder tot Ridder in de kroonorde benoemd.

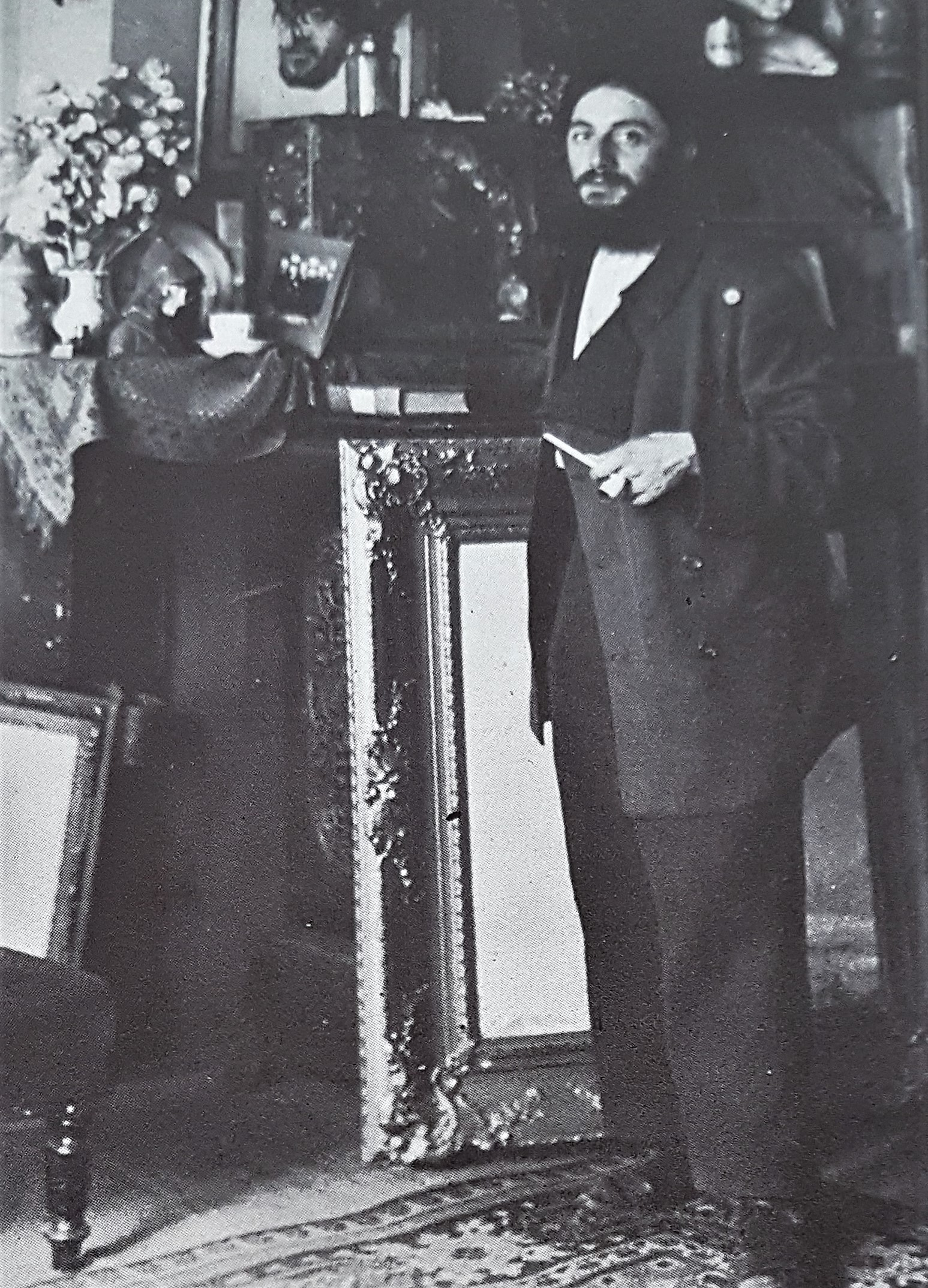
Jef de Pauw in 1921 bij de eerste expositie van de Koninklijke Wase Kunstkring
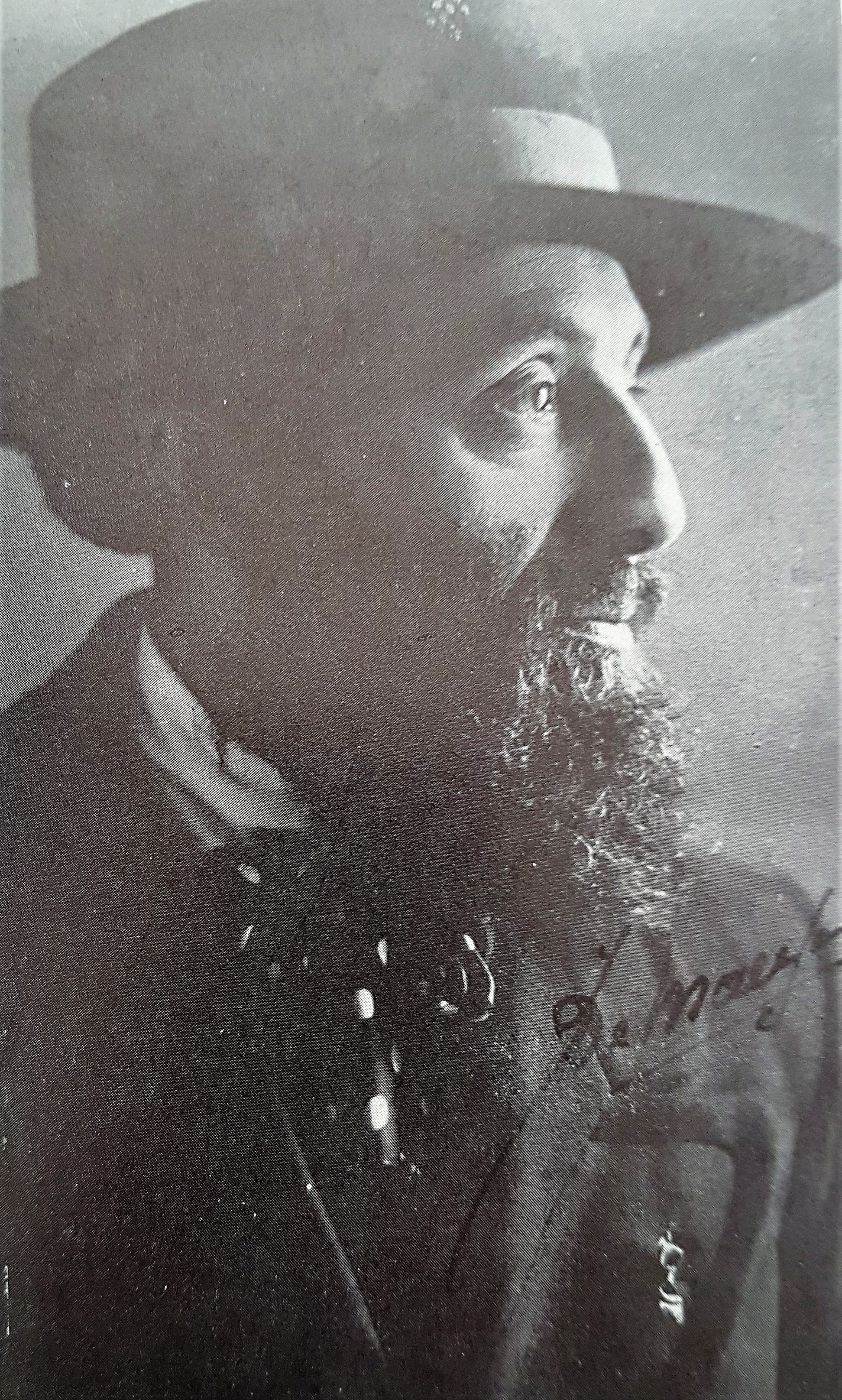
Foto uit 1926
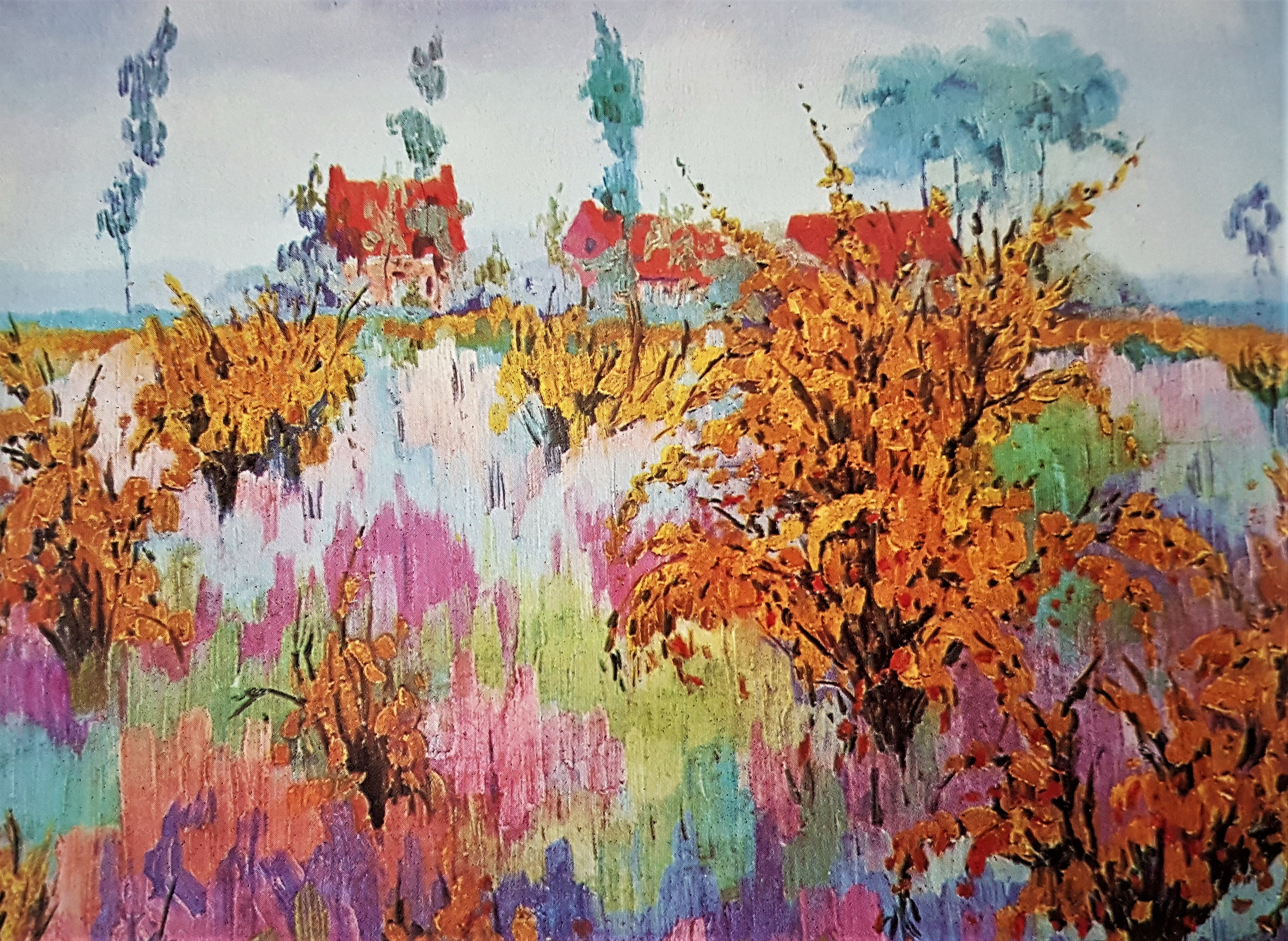
Zomers heidelandschap in Haasdonk (1920)

#### Prins Victor de Polignac en Leonard Van Hoylandt
In 1924 leerde hij Prins Victor de Polignac kennen, in Haasdonk bij de moeder van een vriend, Joseph Leonard Van Hoylandt die een zeer goede vriend, vennoot en vroegere studiegenoot van de prins is. Prins de Polignac zou de beschermheer van Jef De Pauw worden. Op deze ontmoeting werd Jef De Pauw samen met zijn echtgenote uitgenodigd op het kasteeldomein van Prins de Polignac (en Van Hoylandt) in Rozières (Oise). Ze werden vrienden voor het leven. Het echtpaar zou er later verschillende keren voor korte en langere periodes verblijven. Ook na de dood van Jef De Pauw bleven de vriendschapsbanden met de familie behouden. Jef De Pauw maakte er tientallen werken, waaronder een serie bijzonder grote schilderijen van landschappen als muurdecoratie. De prins verwierf een grote collectie van werken van Jef De Pauw zowel als verblijfsvergoeding als door aankoop.
Tegelijk kreeg Jef De Pauw van Leonard van Hoylandt het beheer over een 10 hectare groot natuurgebied aan de rand van Sint-Niklaas en Velle aangeboden, nu een deel van het recreatiedomein "De Ster".
In 1929 bezocht hij Londen waar hij onder de indruk kwam van de impressionist William Turner. Hij maakte daar de schilderijen "The Tower Bridge" en "St.¨Pauls Cathedral".
In dat jaar stelde hij voor de eerste maal tentoon in het buitenland: in Kopenhagen. Hij verkocht er 24 werken.
In het voorjaar van 1930 betrok het gezin De Pauw het "Hof ter Heide" in Temse-Velle, een grote villa met atelier op een aanzienlijk perceel grond, maar door een reeds langer aanslepende ziekte werd het schilderen hem vanaf juli 1930 onmogelijk.
Tijdens zijn ziekte kreeg hij het erediploma van de wereldtentoonstelling in Antwerpen voor zijn werk "Winterlandschap".

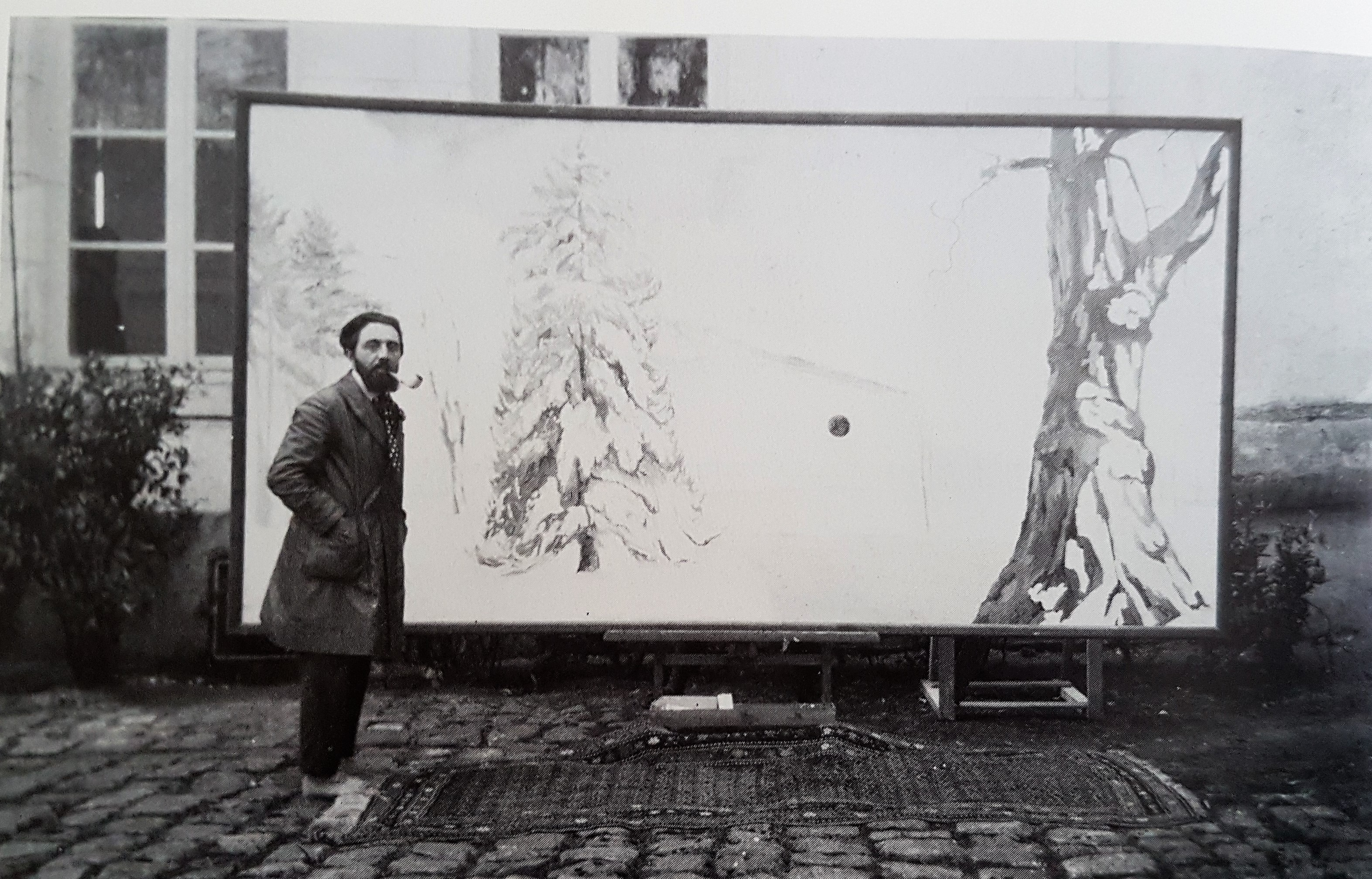
Jef De Pauw voor het kasteel van Rozières met één van zijn grote werken
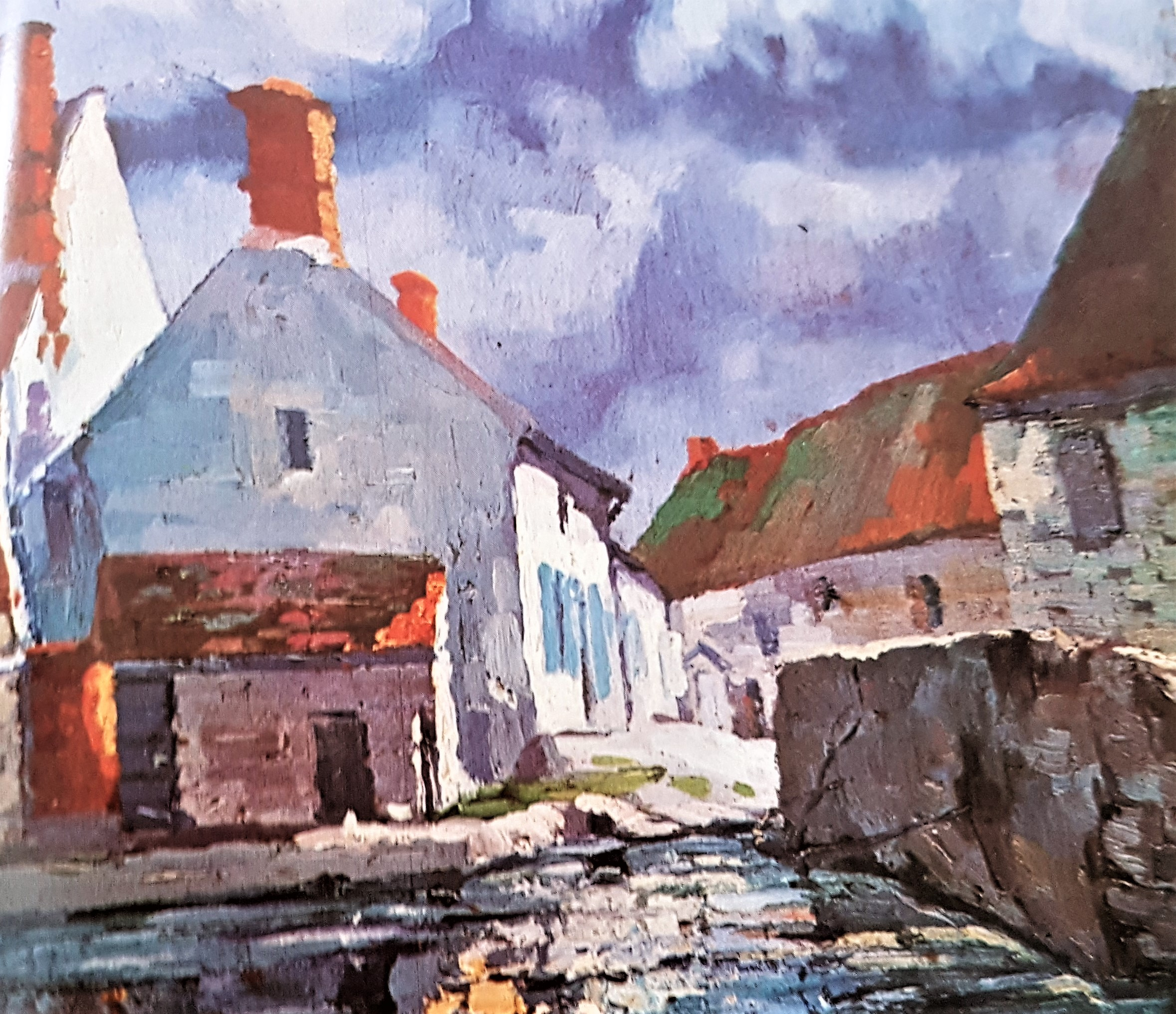
Straat in Rozières
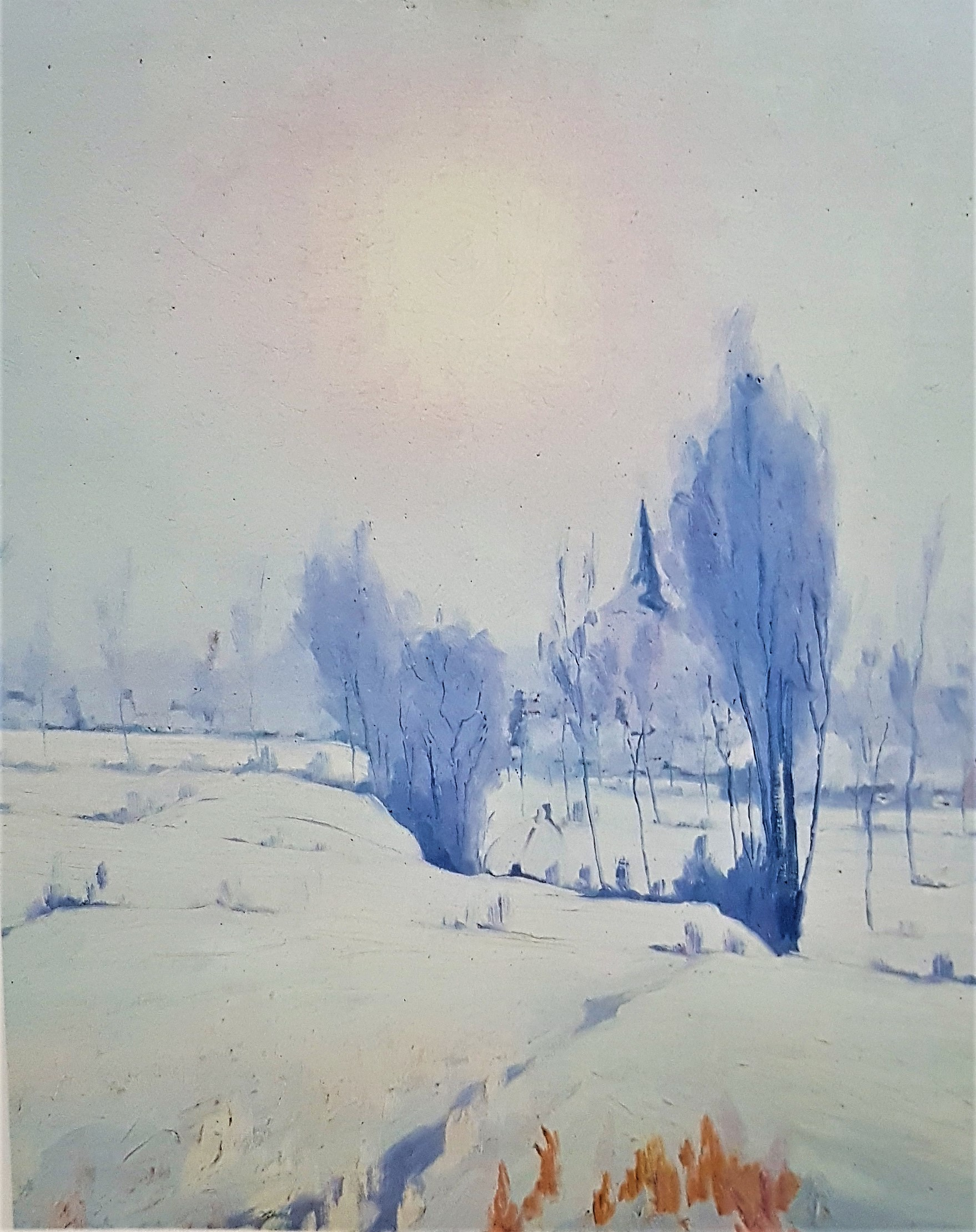
Winterlandschap (Erediploma Wereldtentoonstelling Antwerpen)
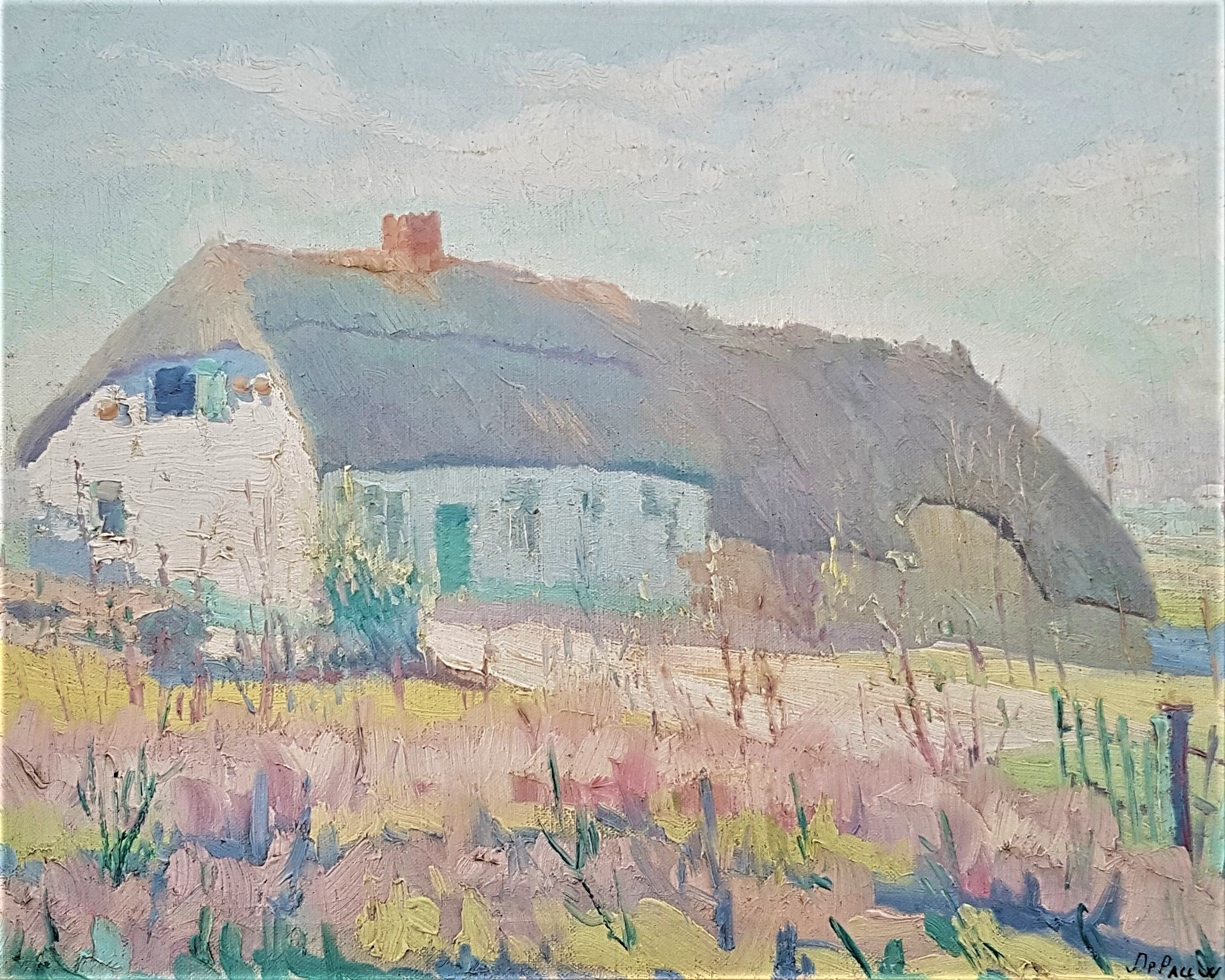
Jef De Pauw (1888) Hoeve "Den Heese
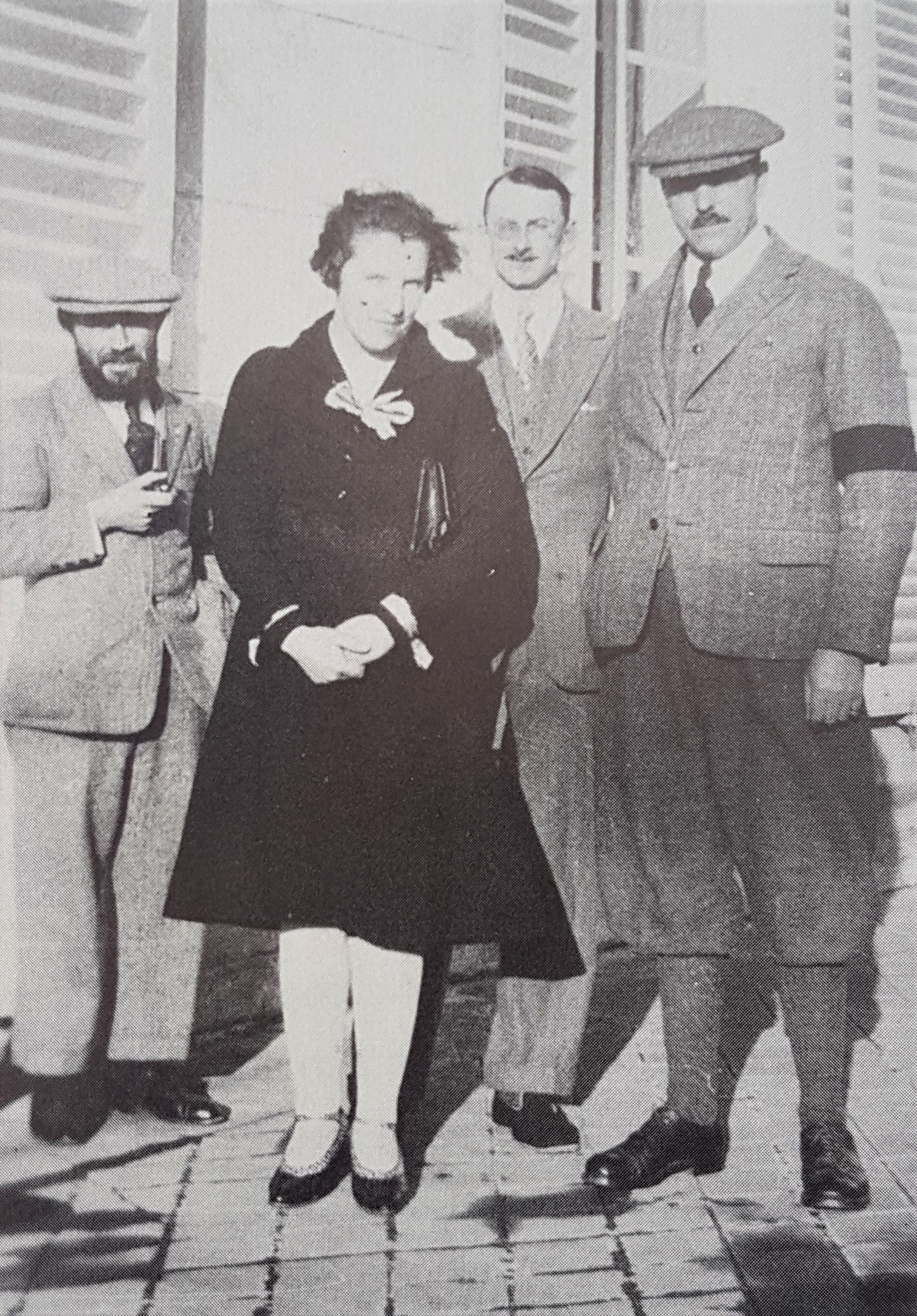
Jef De Pauw, zijn echtgenote Elodie Weyn, Prins De Polignac en Van Hoylandt in Rozières

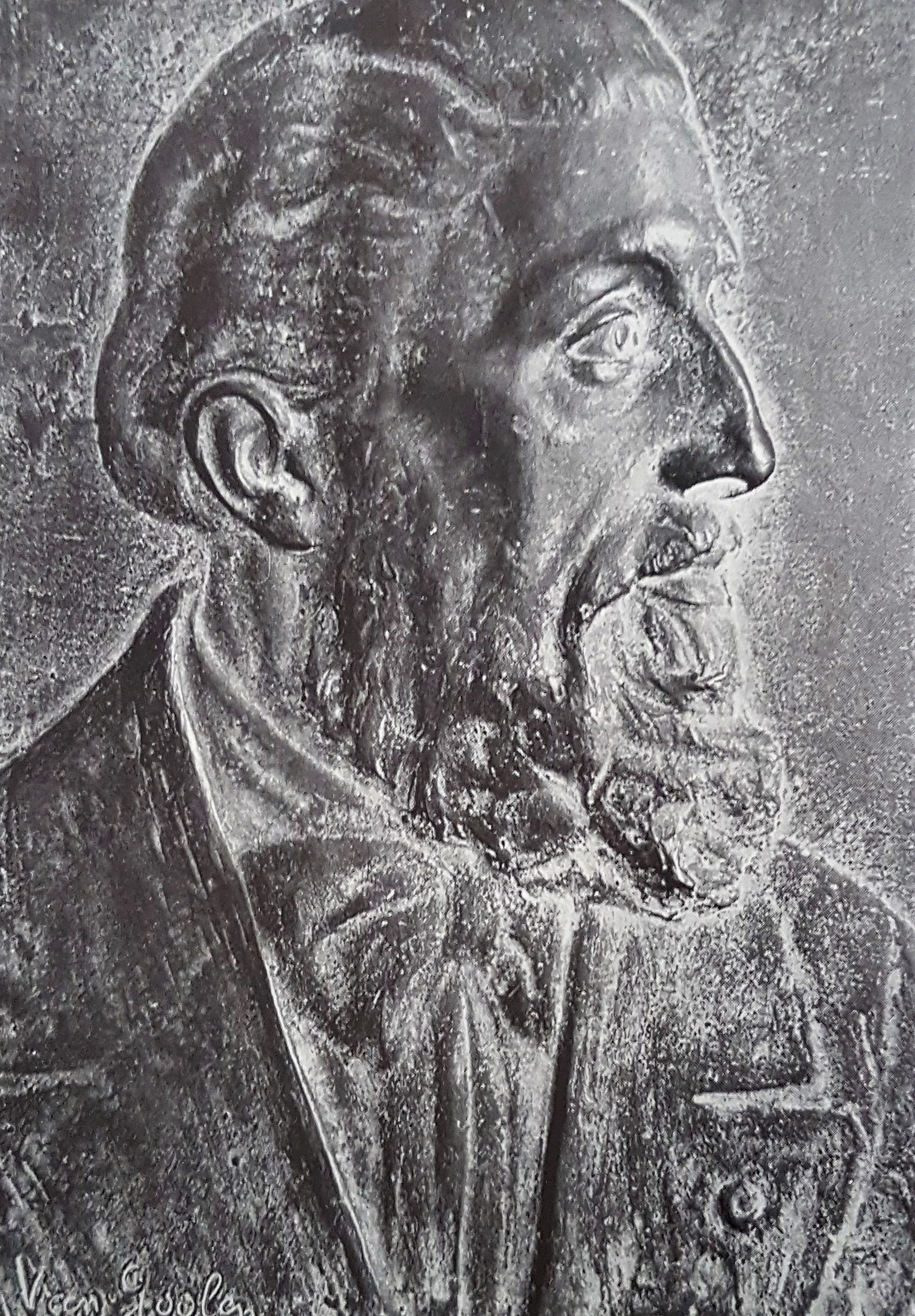
Jef De Pauw 1888-1930 Bas-reliëf door Gerard Van Goolen voor het graf van Jef De Pauw

#### Overlijden
Jef De Pauw overleed op 14 september 1930 op 42-jarige leeftijd en werd begraven op het kerkhof van Temse. De beeldhouwer Joseph-Gerard van Goolen vervaardigde een bas-reliëf van Jef De Pauw voor het grafmonument. Dit bas-reliëf is ondertussen verwijderd.

## Tentoonstellingen
Het boek "Jef De Pauw – leven en werk" geeft een overzicht van 37 tentoonstellingen tijdens zijn leven (Sint-Niklaas (19), Temse (5), Antwerpen (3), Mechelen, Brussel, Luik, Stekene, Haasdonk, Namen, Brugge, Gent en Kopenhagen). Sinds zijn dood en tot op heden komt zijn werk aan bod op diverse tentoonstellingen, met uitschieters als de retrospectieven in Sint-Niklaas (1931) en Beveren-Waas (1976) en de tentoonstelling van de vroegere collectie (44 olieverfschilderijen op doek en 8 houtskooltekeningen) van Prins de Polignac in Locarno in 1979.
Reeds in 1931 was er een grote retrospectieve in het Cultureel Centrum van Sint-Niklaas.
In 1976 hield de Piet Stautkring een "Retrospectieve Jef De Pauw" in kasteel Cortewalle te Beveren,
In 1979 was er een tentoonstelling in de Galerij Zentra in het hotel La Palma in Locarno Muralto (Zwitserland) met een deel van de vroegere collectie van prins de Polignac. Na zijn overlijden in 1977 gingen zijn werken over aan de Zwitser Kurt Frey die deze werken in Lucarno voor de eerste keer aan de buitenwereld liet zien. Tijdens het leven van de prins werden de werken nooit geëxposeerd.

## Werken in openbare plaatsen
Zijn werken zijn te bewonderen in het Charliermuseum in Brussel, het gemeentehuis van Temse en het museum van Sint-Niklaas.